# Ajia Warwara
Ajia Warwara (gr. Αγία Βαρβάρα) – miasto w Grecji, w administracji zdecentralizowanej Attyka, w regionie Attyka, w jednostce regionalnej Ateny-Sektor Zachodni. Siedziba i jedyna miejscowość gminy Ajia Warwara. W 2011 roku liczyła 26 550 mieszkańców. Położone w granicach Wielkich Aten.
Ajia Warwara jest położona niedaleko drogi szybkiego ruchu nr 8 oraz trasy europejskiej E75. Miasto graniczy z Pireusem. Teren obecnego miasta stanowiły dawniej głównie liczne farmy, które przetrwały do roku 1940. Między 1940 a 1970 rokiem, miasto przeszło szybką urbanizację oraz otrzymało status gminy miejskiej. Obecnie ma charakter przemysłowy.
Nazwa miasta pochodzi od imienia świętej Barbary.
Od 2013 roku miasto obsługuje stacja metra Ajia Marina. Po przedłużeniu linii 7 lipca 2020 roku otwarto w mieście stację Ajia Warwara.

## Zmiana populacji miasta[potrzebnyprzypis]
| Rok  | Populacja |
| ---- | --------- |
| 1981 | 29 259    |
| 1991 | 28 706    |
| 2001 | 30 562    |
| 2011 | 26 550    |